# 5389 Choikaiyau
5389 Choikaiyau è un asteroide della fascia principale. Scoperto nel 1981, presenta un'orbita caratterizzata da un semiasse maggiore pari a 2,3791536 UA e da un'eccentricità di 0,1549219, inclinata di 8,09221° rispetto all'eclittica.